# John Tinney
John Tinney (c. 1706 - 1761) est un graveur, éditeur et marchand d'estampes britannique.

## Biographie

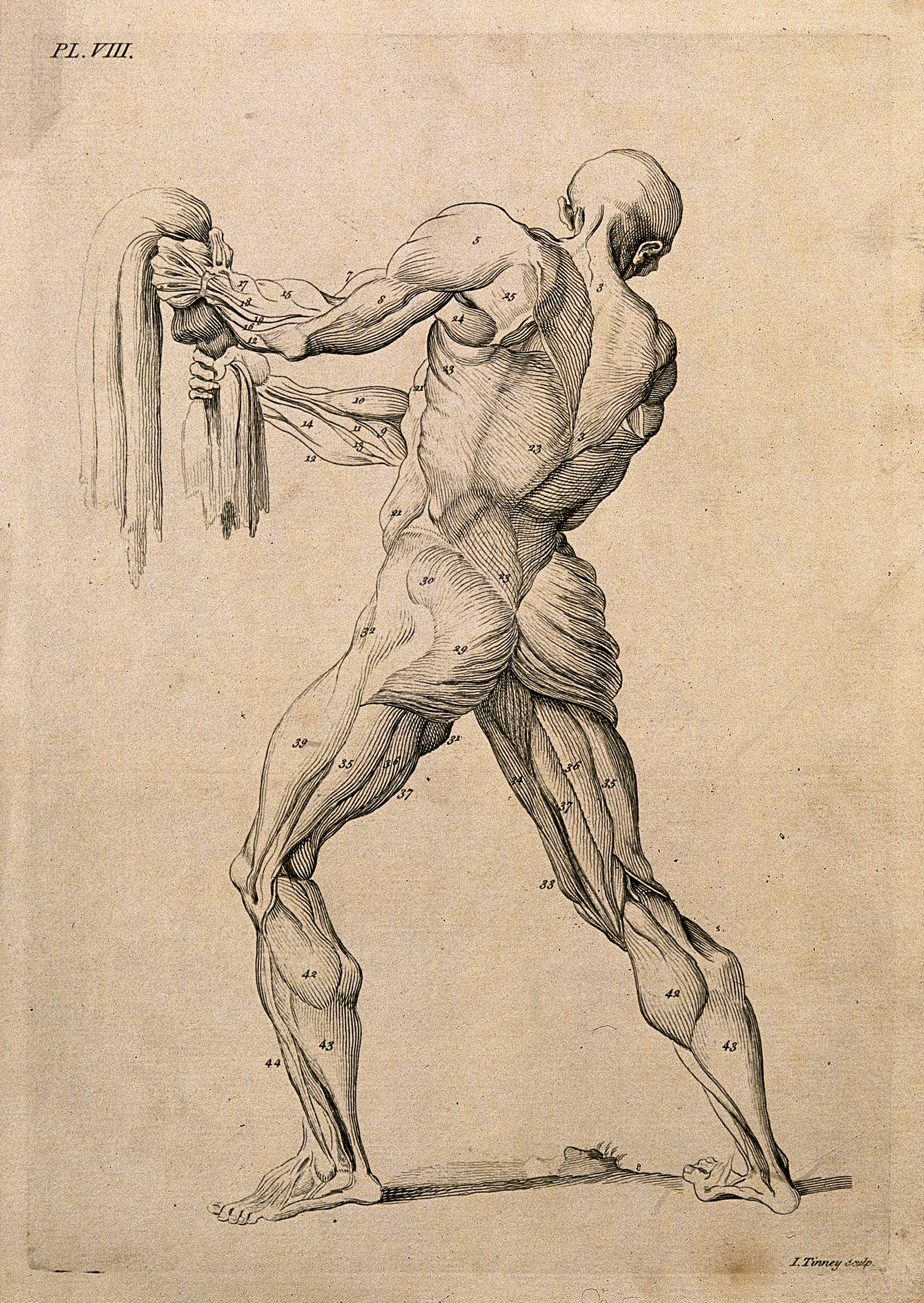
Un écorché attrapant un vêtement, tiré du livre de Tinney Compendious treatise of anatomy adapted to the arts.

John Tinney serait né au début du XVIIIe siècle, probablement vers 1706, à Londres. Son père est John Tinney (né vers 1673), travaillant à la Merchant Taylors' Company.
En 1721, il devient l'apprenti de John Sturt pendant sept ans. Il s'émancipe de la Goldsmiths' Company en 1730 et séjourne un temps en France.
Il installe son magasin d'éditeur et imprimeur, le Carved Golden Lion à Fleet Street, où il vend une grande variété d'estampes françaises ainsi que ses propres gravures sur cuivre, toutes sortes de cartes, des cahiers de dessin, etc,. Principalement actif comme graveur et marchand d'estampes à Londres vers 1740-1750 et à Paris,, John Tinney pratique à la fois la gravure au trait et en manière noire, sous le règne de George II. Les jugements sur sa qualité de graveur varient : Freeman Marius O'Donoghue (1898) le trouve quelconque tandis que Timothy Clayton (2004) le trouve très fin. Les publicités dans les journaux révèlent qu'il a publié une gamme très variée de sujets : d'actualité, satirique ou décoratifs.
Il a écrit un petit traité intitulé Compendious treatise of anatomy adapted to the arts, qui constitue un important guide primitif sur l'anatomie humaine destinée aux artistes,,,,.
Tinney est surtout connu pour avoir été le maître des « graveurs distingués » William Woollett, Anthony Walker et John Browne,,,.
Il est aussi un important éditeur de cartes, la plus remarquable étant le Plan of the Cities of London and Westminster (1746), une carte en vingt-quatre feuilles de John Rocque — l'une des plus grandes cartes de Londres de tous les temps — Vers 1752, Tinney acquiert de John Hinton les plaques du Large English Atlas (1748-1760) d'Emanuel Bowen et Thomas Kitchin, qui est resté le plus important atlas du pays jusqu'à celui de John Cary en 1787. Robert Sayer et les frères Bowles participent aux coûts de ce projet à partir de 1755, et financent par la suite d'autres jeux d'estampes de bâtiments et jardins. Tinney grave probablement les premières de ces estampes, mais confie les autres à ses élèves, dont Woollett,,,,.
John Tinney meurt veuf à Fulham en 1761.

## Œuvre

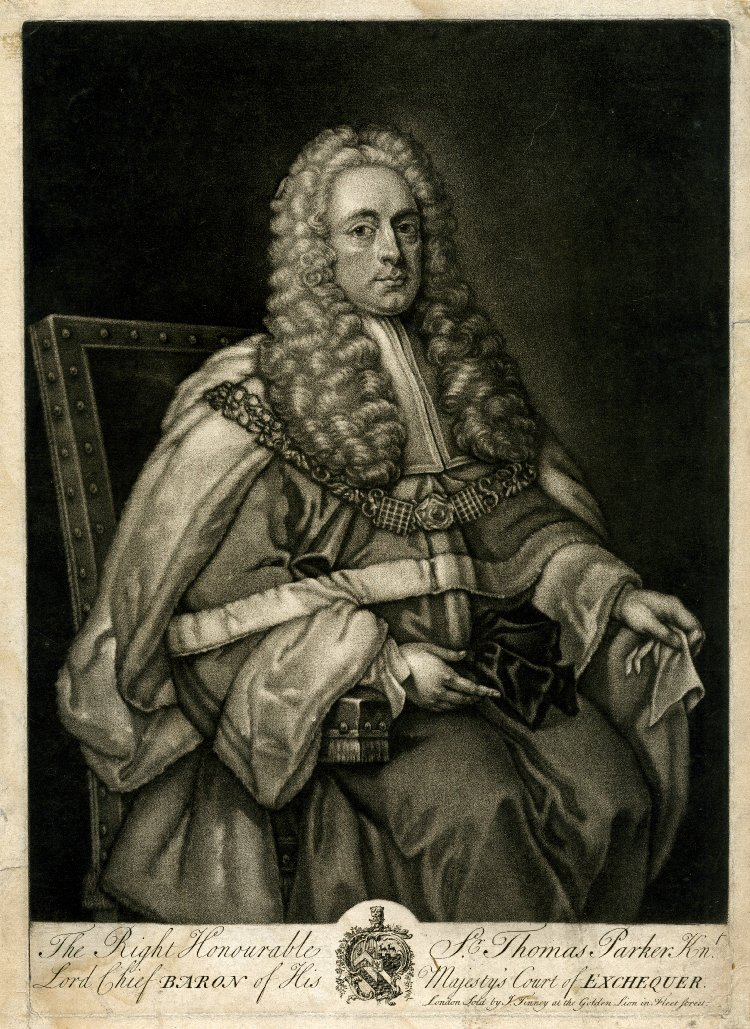
Portrait du juge Thomas Parker (c. 1742-1761, British Museum).

Parmi ses estampes en manière noire, on connaît plusieurs portraits de :
- Lavinia Fenton, d'après John Ellys (en)[3],[13]
- George II, d'après Joseph Highmore[3],[5]
- John Wesley[3],[5],[13]
- Maître Chardin[5]
- Catherine Clive, d'après Ellys[5]
- Thomas Parker[5],[13]
- Flora, d'après Rosalba Carriera[5]

Il a aussi réalisé quelques sujets de fantaisie d'après Boucher, Lancret, Carriera, Le Corrège et d'autres.
Parmi ses estampes gravées au trait, on connaît une série de huit, ou dix vues du château de Hampton Court et du palais de Kensington, d'après Anthony Highmore (en), et certaines de Fontainebleau et Versailles, d'après Jean-Baptiste Rigaud. Certaines des gravures de l'édition de 1729 de John Ball des Antiquities of Constantinople (« Antiquités de Constantinople », de Pierre Gilles, 1561).